# Hadi Teherani

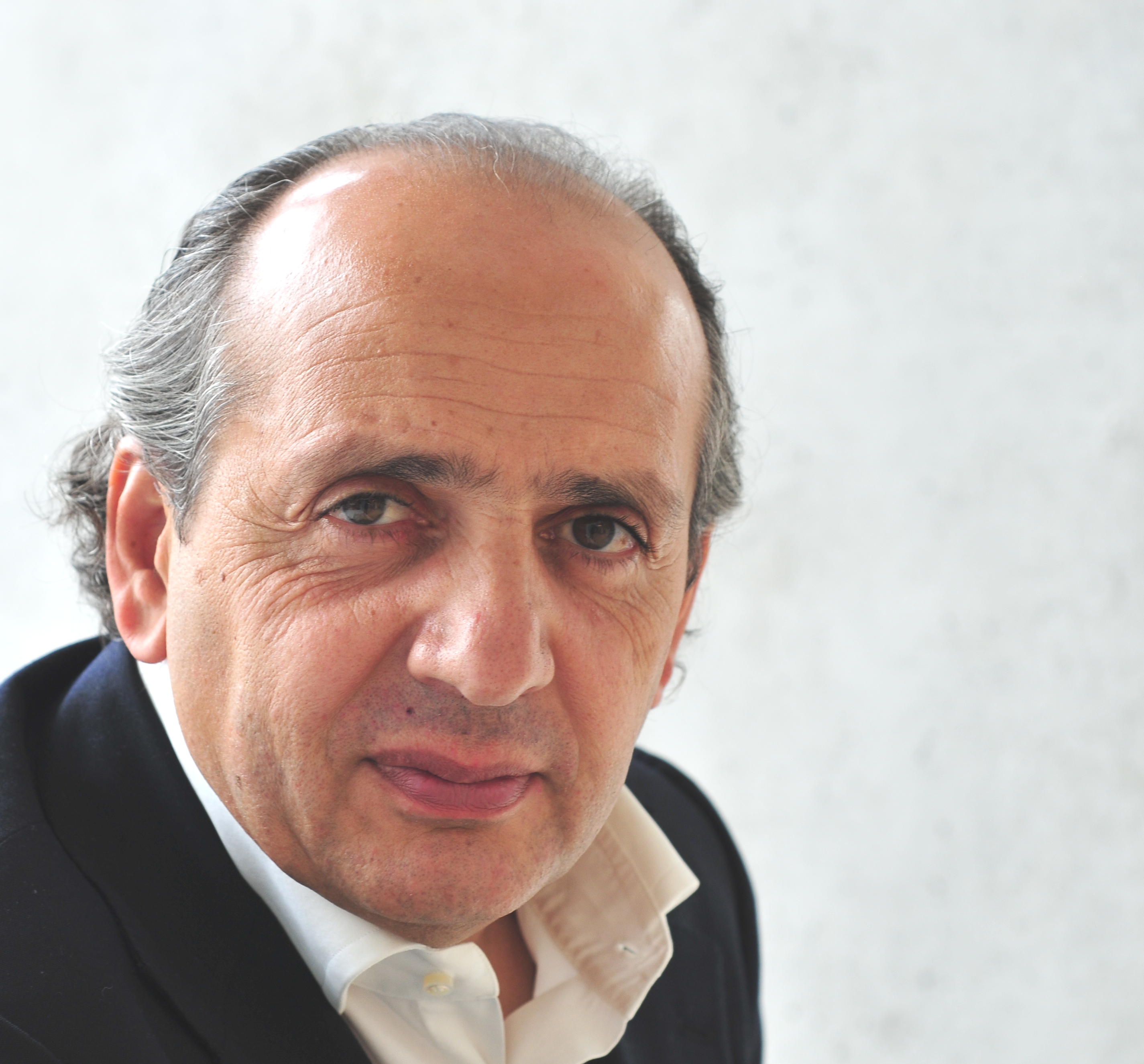
Hadi Teherani (2011)

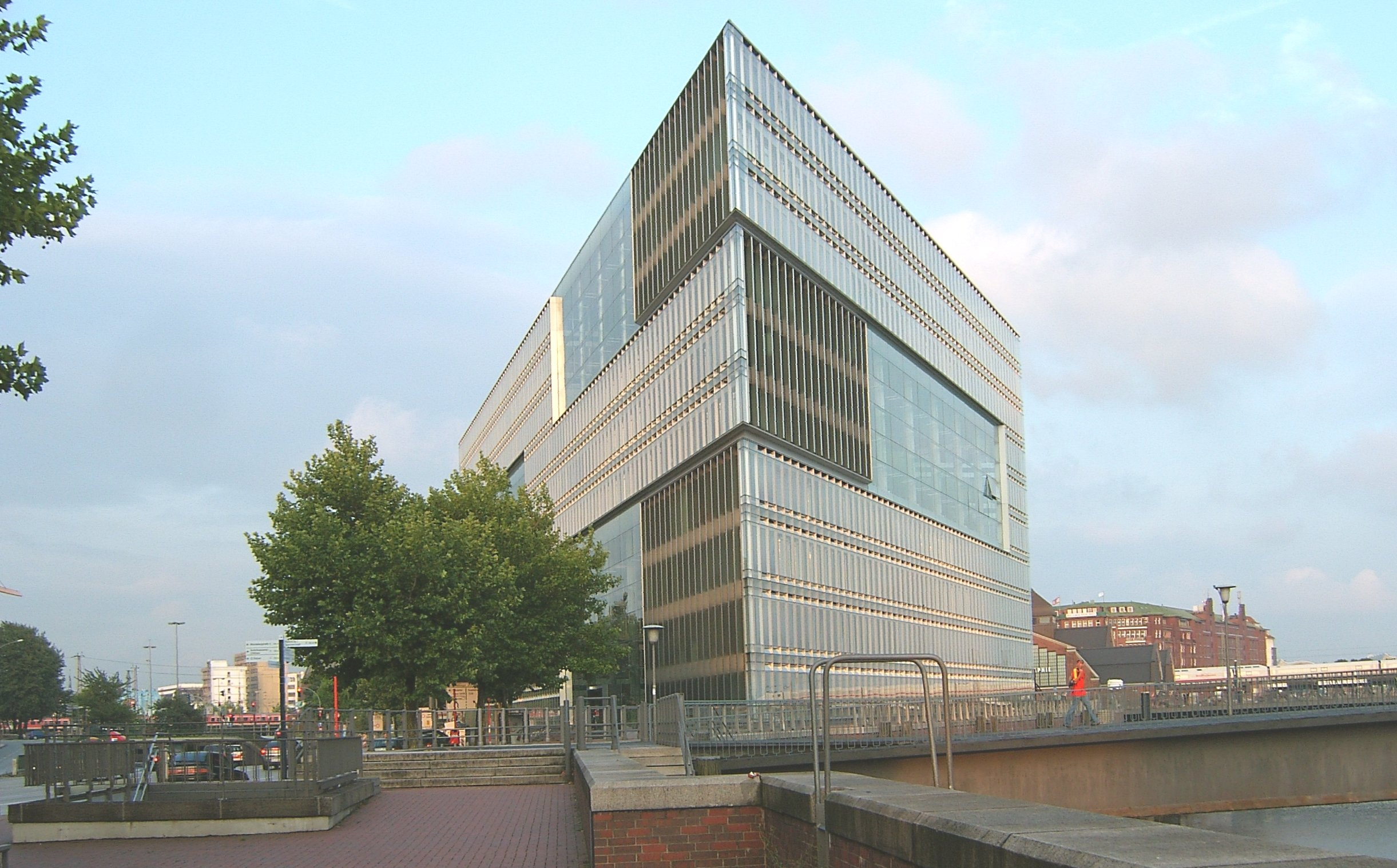
Deichtor-Center in Hamburg, vom Büro BRT entworfen und dessen Sitz

Hadi Teherani (persisch هادی تهرانی, DMG Hādī Tehrānī; * 2. Februar 1954 in Teheran, Iran) ist ein in Hamburg lebender iranisch-deutscher Architekt und Designer.

## Leben
Hadi Teh(e)rani studierte von 1977 bis 1984 Architektur an der Technischen Universität Braunschweig. Von 1989 bis 1991 war er an der Rheinisch-Westfälischen Technischen Hochschule Aachen als wissenschaftlicher Mitarbeiter am Lehrstuhl für Stadtbereichsplanung und Werklehre, Prof. Volkwin Marg, tätig. 1991 gründete Teherani zusammen mit Jens Bothe und Kai Richter das Architekturbüro BRT Architekten in Hamburg. 2012 übernahm Teherani die Geschäftsanteile an BRT von Bothe und Richter. Seit 1999 ist er Mitglied der Freien Akademie der Künste Hamburg.

## Wirken

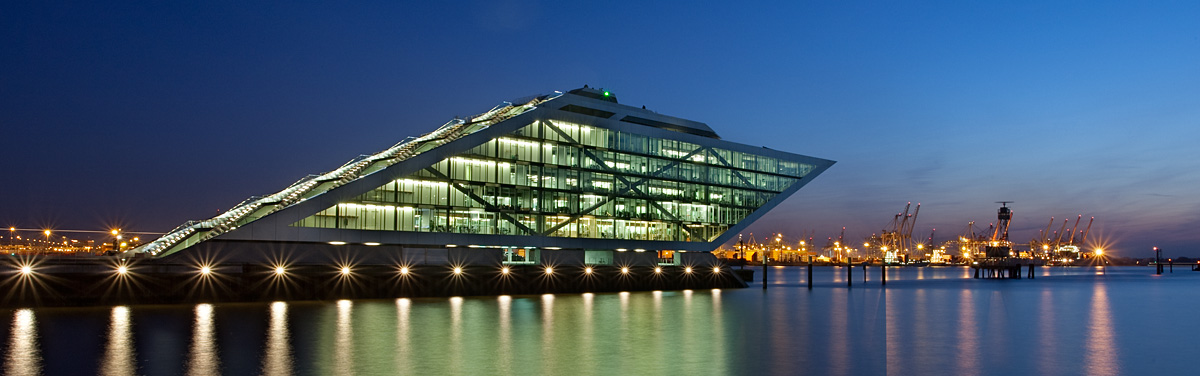
Dockland, Hamburg-Altona

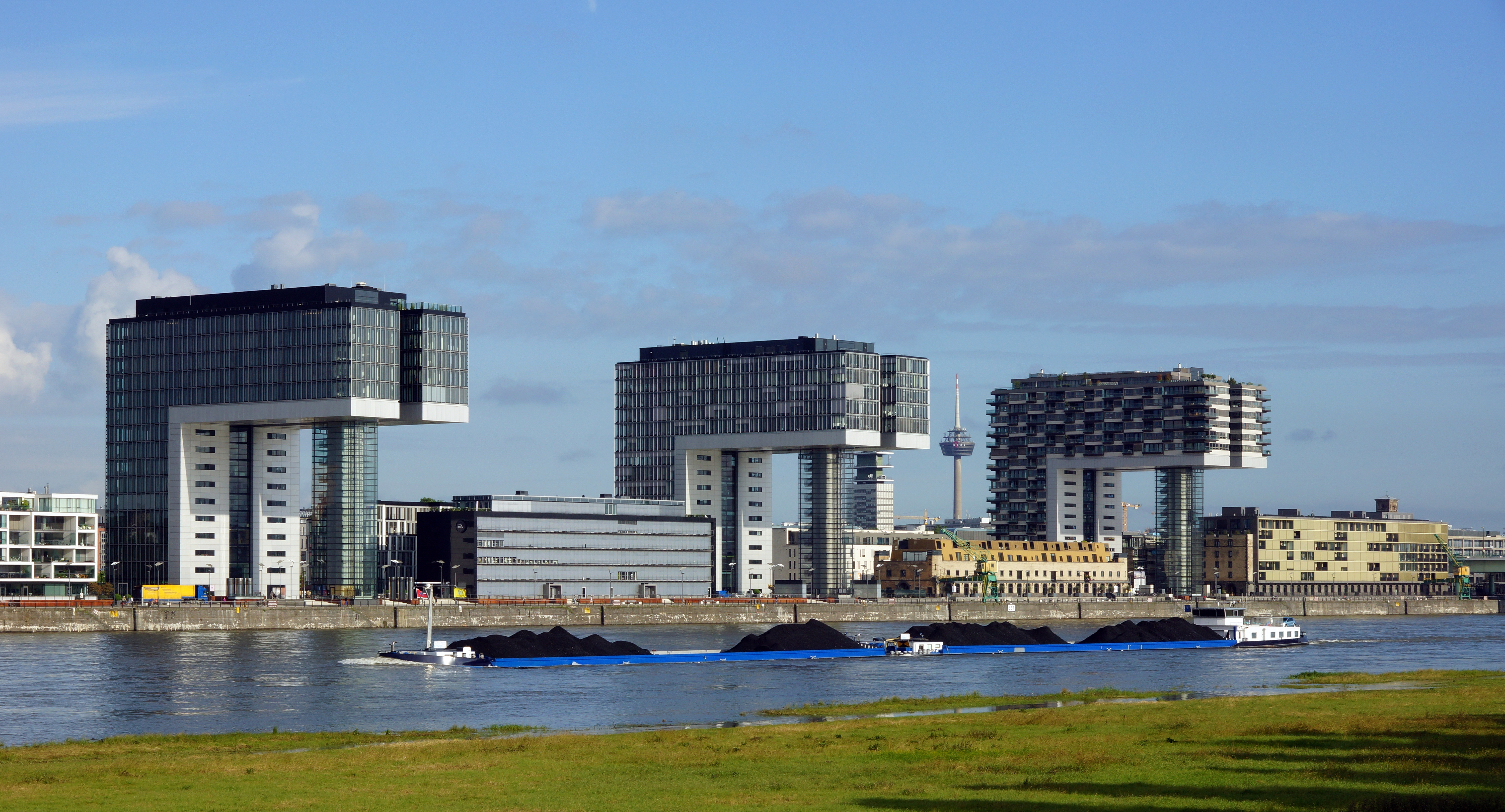
Kranhäuser, Köln

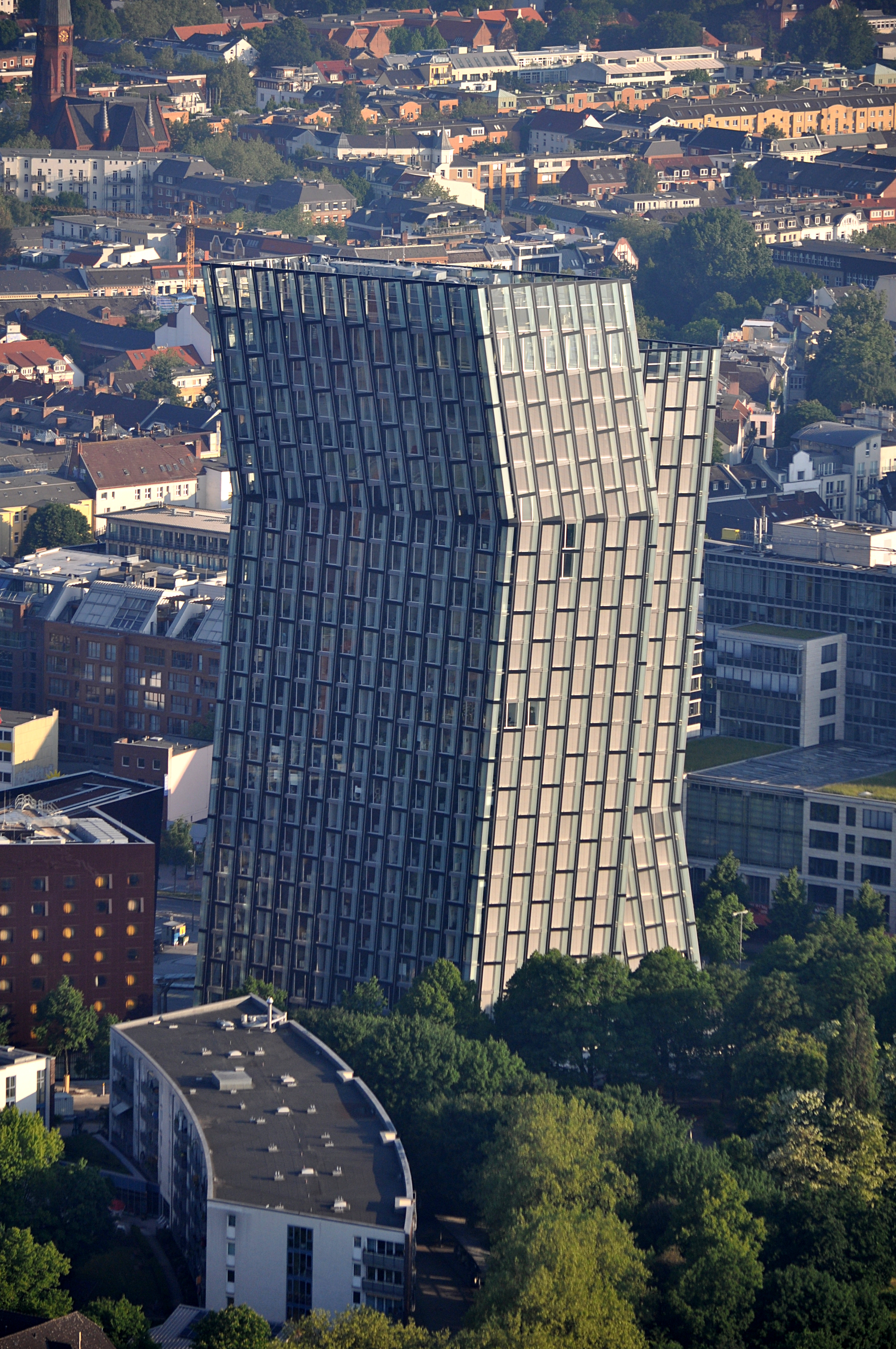
Tanzende Türme, Hamburg-St. Pauli

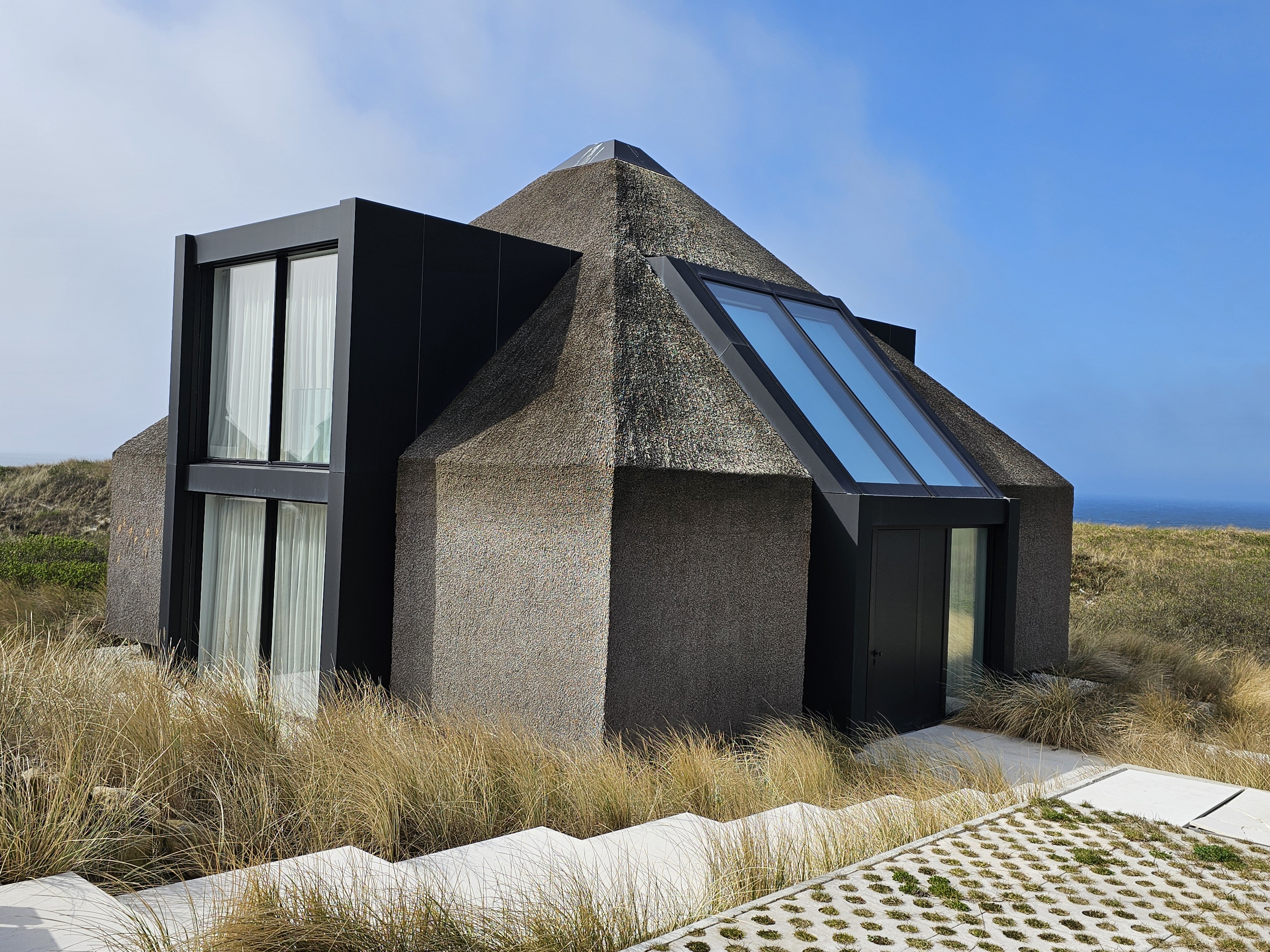
Reetdachhaus, Hörnum, Sylt

Hadi Teherani arbeitet nicht nur als Architekt, sondern auch im Bereich des Produkt- und Interior-Design. Nicht allein der leere, architektonische Raum ist sein Ziel, sondern der atmosphärisch stimmige, bis in alle Einrichtungsdetails harmonisch gestaltete, sinnlich erlebbare Raum. In Kooperation mit verschiedenen Herstellern realisiert Teherani Einrichtungsgegenstände, Textilbeläge oder Wandoberflächen für seine Gebäude passend zu seiner Architektursprache. Hadi Teherani versucht über das Design zu einer Marke zu werden. Der Katalog des Designers Hadi Teherani reicht vom Bürostuhlprogramm („Silver“/Interstuhl 2004) über weitere Sitzmöbel, Sideboards, ein mobiles Office-Modul, Leuchten, Tür- und Fensterbeschläge, verschiedene Teppich-Kollektionen, Tapeten und Sanitärobjekte bis zur Küche (+ARTESIO/Poggenpohl 2010) und einem Fahrrad (Hadi Teherani e-Bike, 2011).
Der Anspruch, Architektur, Produkt- und Interior-Design abzudecken und zu verbinden, wurde in Kiton-Showrooms (New York, Tokio, Mailand, Rom, London), Messeständen, einem Kundenzentrum und einem Fernsehstudio wie auch für die Zayed University in Abu Dhabi eingelöst. Internationale Auszeichnungen dokumentieren die Gleichrangigkeit von Architektur, Produkt- und Interior-Design.
Der Architekt Volker Halbach war ab 1998 vier Jahre lang als Projektleiter für ihn tätig.

## Bauwerke (Auswahl)
- Deutschland-Zentrale der Swiss Re in Unterföhring[2]
- Doppel-X-Hochhaus in Hamburg (1999)[3]
- Berliner Bogen am Berliner Tor in Hamburg (2001)
- Hamburger Welle in Hamburg-Hohenfelde (2004)[4]
- Dockland-Bürogebäude in Hamburg (2005)
- Europa Passage in Hamburg (2006)
- Elbberg Campus in Hamburg-Altona
- Frankfurt am Main Flughafen Fernbahnhof
- Kranhäuser, Ensemble aus zwei Bürohäusern sowie einem Wohnhaus im Kölner Rheinauhafen, das Hafenkränen nachempfunden ist
- Zayed University in Abu Dhabi, 2011
- Tanzende Türme in Hamburg, Fertigstellung 2012
- Hamburg Innovation Port in Hamburg-Harburg, Bau ab 2017[5]
- Mercator One am Duisburger Hauptbahnhof, Fertigstellung vsl. 2020[6]
- Ludwig-Bölkow-Haus der IHK zu Schwerin
- The Spin in Frankfurt, Fertigstellung 2022
- Reetdachhaus, Hörnum, Sylt, Fertigstellung 2023[7]

## Auszeichnung
- 2020 Verdienstorden der Bundesrepublik Deutschland (Verdienstkreuz am Bande)[8]